# At High Voltage 2010
At High Voltage 2010 es un álbum en vivo de la banda británica de rock progresivo Asia y fue publicado por Concert Live en 2010. Fue relanzado por la discográfica 4Worlds Media y Candlelight Records en 2012.
Este álbum en directo de dos discos fue grabado durante el High Voltage Festival, en Victoria Park, en Londres, Inglaterra, el cual se efectuó el 24 y 25 de julio de 2010.  En este festival participaron grupos de la talla de ZZ Top, Foreigner, Emerson, Lake & Palmer, Black Label Society, Saxon y Hammerfall, entre otros. Asia se presentó el 24 de julio en dicho festival.. 

## Lista de canciones

### Disco uno
| Side one |                        |                                      |          |  |
| N.º      | Título                 | Escritor(es)                         | Duración |  |
| 1.       | «Only Time Will Tell»  | John Wetton / Geoff Downes           |          |  |
| 2.       | «Wildest Dreams»       | Wetton / Downes                      |          |  |
| 3.       | «One Step Closer»      | Wetton / Steve Howe                  |          |  |
| 4.       | «An Extraordinary Man» | Wetton / Downes                      |          |  |
| 5.       | «Time Again»           | Wetton / Downes / Carl Palmer / Howe |          |  |
| 6.       | «Cutting It Fine»      | Wetton / Downes / Howe               |          |  |

### Disco dos
| Side one |                          |                 |          |  |
| N.º      | Título                   | Escritor(es)    | Duración |  |
| 1.       | «Without You»            | Wetton / Howe   |          |  |
| 2.       | «I Believe»              | Wetton / Downes |          |  |
| 3.       | «Here Comes the Feeling» | Wetton / Downes |          |  |
| 4.       | «Sole Survivor»          | Wetton / Downes |          |  |
| 5.       | «Heat of the Moment»     | Wetton / Downes |          |  |

## Formación
- John Wetton — voz principal y bajo
- Geoff Downes — teclados y coros
- Carl Palmer — batería
- Steve Howe — guitarra